# Jan Poděbradský
Jan Poděbradský (República Checa, 1 de marzo de 1974) es un atleta checo retirado especializado en la prueba de 4x400 m, en la que consiguió ser campeón europeo en pista cubierta en 2000.

## Carrera deportiva
En el Campeonato Europeo de Atletismo en Pista Cubierta de 2000 ganó la medalla de oro en los relevos de 4x400 metros, con un tiempo de 3:06.10 segundos, por delante de Alemania (plata) y Hungría (bronce).